# Eupyra sages
Eupyra sages är en fjärilsart som beskrevs av Druce 1895. Eupyra sages ingår i släktet Eupyra och familjen björnspinnare. Inga underarter finns listade i Catalogue of Life.